# Mausoleum des Generals

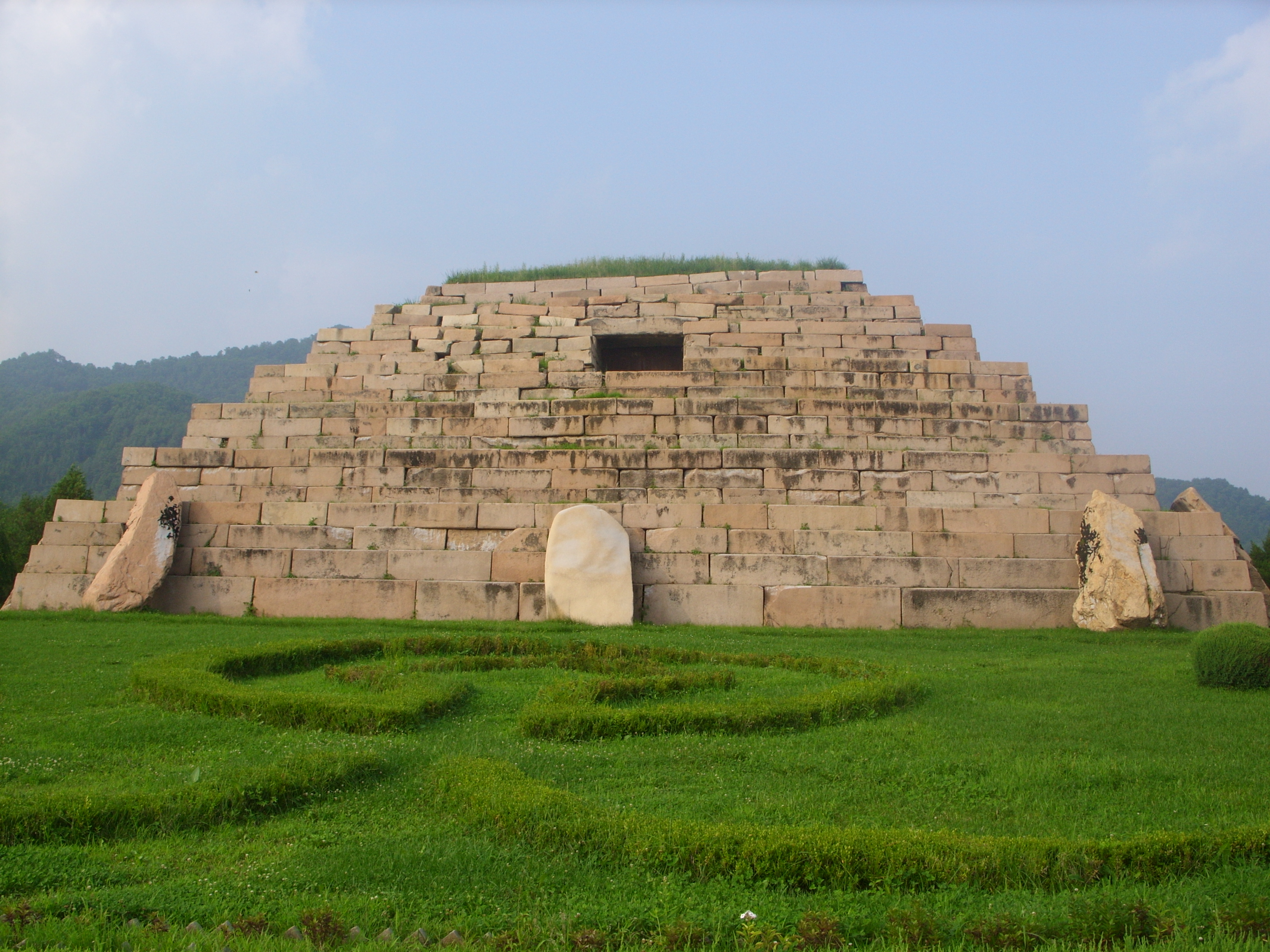
Das Mausoleum des Generals

Das Mausoleum des Generals, auch als Pyramide des Ostens bekannt, (Traditionelles Chinesisches: 將軍冢; Einfaches Chinesisch: 将军冢; Chinesisch: Jiangjun-zhong; Koreanisch: Janggun-chong; Hangul: 장군총; Hanja: 將軍冢) ist ein Grabmal in Ji’an, China.
Das Grabmal hat die Form einer Stufenpyramide mit einer Seitenlänge von etwa 25 m. Es zählt zur Kultur des koreanischen Reichs Goguryeo. Die Identität der bestatteten Person ist nicht abschließend geklärt. Es wird jedoch von vielen Historikern angenommen, dass es das Grab von Gwanggaeto, einem König von Goguryeo ist. Das Mausoleum zählt zur UNESCO-Welterbestätte Hauptstädte und Grabmäler des antiken Königreichs Koguryo.